# Litsea montis-dulit
Litsea montis-dulit är en lagerväxtart som beskrevs av Airy-shaw. Litsea montis-dulit ingår i släktet Litsea och familjen lagerväxter. Inga underarter finns listade i Catalogue of Life.